# Suderburger Rückenbau
Der Suderburger Rückenbau, manchmal auch Lüneburger Rückenbau genannt, war eine verbreitete Bewässerungstechnik der Wiesenbewässerung für hügelige Gegenden mit viel Wasser und sandigen Böden. Dabei wurden Erdrippen gebaut, die über einen hochgelegenen, sperrbaren Graben und auf den Rücken entlanglaufenden Stichgräben mit Wasser überflossen werden konnten; das überschüssige Wasser wurde von Auffanggräben am Fuß der Rippen abgeleitet. Höhe und Länge der Rippen waren sehr unterschiedlich und hingen von der Geländeform und der Bodenbeschaffenheit ab.
Die Methode führte zu deutlichen Ertragssteigerungen der so bewirtschafteten Flächen; dokumentiert ist die Erhöhung der Heuproduktion von 8 auf 64 Zentnern pro Morgen Land. Die Ertragssteigerung kam nicht nur durch die gute Wasserversorgung, sondern auch durch die höhere Temperatur des Wassers zustande, das in den flachen Gräben von der Sonne angewärmt wurde und so auch die Bodentemperatur anhob.
Der Rückenbau wurde von Suderburger Bauern vermutlich gegen Ende des 18. Jahrhunderts entwickelt und ab 1853 in der eigens gegründeten Wiesenbauschule (heute Teil der Ostfalia Hochschule für angewandte Wissenschaften) weiterentwickelt.
Mit zunehmender Industrialisierung in der Landwirtschaft ab dem frühen 20. Jahrhundert wurde der Suderburger Rückenbau, der bis dahin sehr erfolgreich betrieben worden war, durch Methoden abgelöst, die auf ebener Erde anzuwenden waren und die den Einsatz von Maschinen erlaubten.
Eine Dauerausstellung im Museumsdorf Hösseringen führt mit Dokumenten und Modellen in den Aufbau und die Funktionsweise des Suderburger Rückenbaus ein.